# Phoenix Television
Phoenix Television ist ein teilweise staatliches, chinesisches Fernsehnetzwerk, welches mandarin- und kantonesischsprachige Kanäle anbietet. Primäre Zielgruppe sind Personen im chinesischen Festland, Hongkong, Macau, Taiwan und andere Märkte mit chinesischsprachigen Zuschauern. Das Netzwerk wird von Phoenix Satellite Television Holdings Ltd. betrieben, einem Unternehmen mit Sitz in Festlandchina und in Hongkong. Es ist ebenfalls auf den Cayman Islands registriert.
Der CEO und Gründer von Phoenix TV, Liu Changle (劉長樂), war ein Offizier und politischer Ausbilder in der Volksbefreiungsarmee, in der 40. Gruppenarmee. Nach der Kulturrevolution wurde er Journalist für das von der Kommunistischen Partei Chinas kontrollierte China National Radio. Er ist mit der Führung der Partei weiterhin gut verbunden. Liu ist ein ständiges Mitglied des Nationalkomitees der Politischen Konsultativkonferenz des Chinesischen Volkes.
Phoenix Television bezeichnet sich selbst als „Medienunternehmen aus Hongkong“, besitzt dort jedoch eine Lizenz für „ausländische Fernsehprogramme“. Die meisten Kunden und langfristigen Vermögenswerte des Unternehmens stammen aus Festlandchina. Bauhinia Culture, ein Unternehmen im vollständigen Besitz der chinesischen Regierung, ist der größte Anteilseigner. Freedom House beschreibt Phoenix Television als prochinesisch. Die BBC beschreibt den Sender als „manchmal liberaler als ihre Kollegen auf dem Festland“.
Die Hauptsitze des Unternehmens befinden sich in Shenzhen, China, und Tai Po, Hongkong. Es hat auch Korrespondenzbüros in Peking und Shanghai. Das Büro in Shenzhen produziert etwa die Hälfte des TV-Materials.

## Geschichte

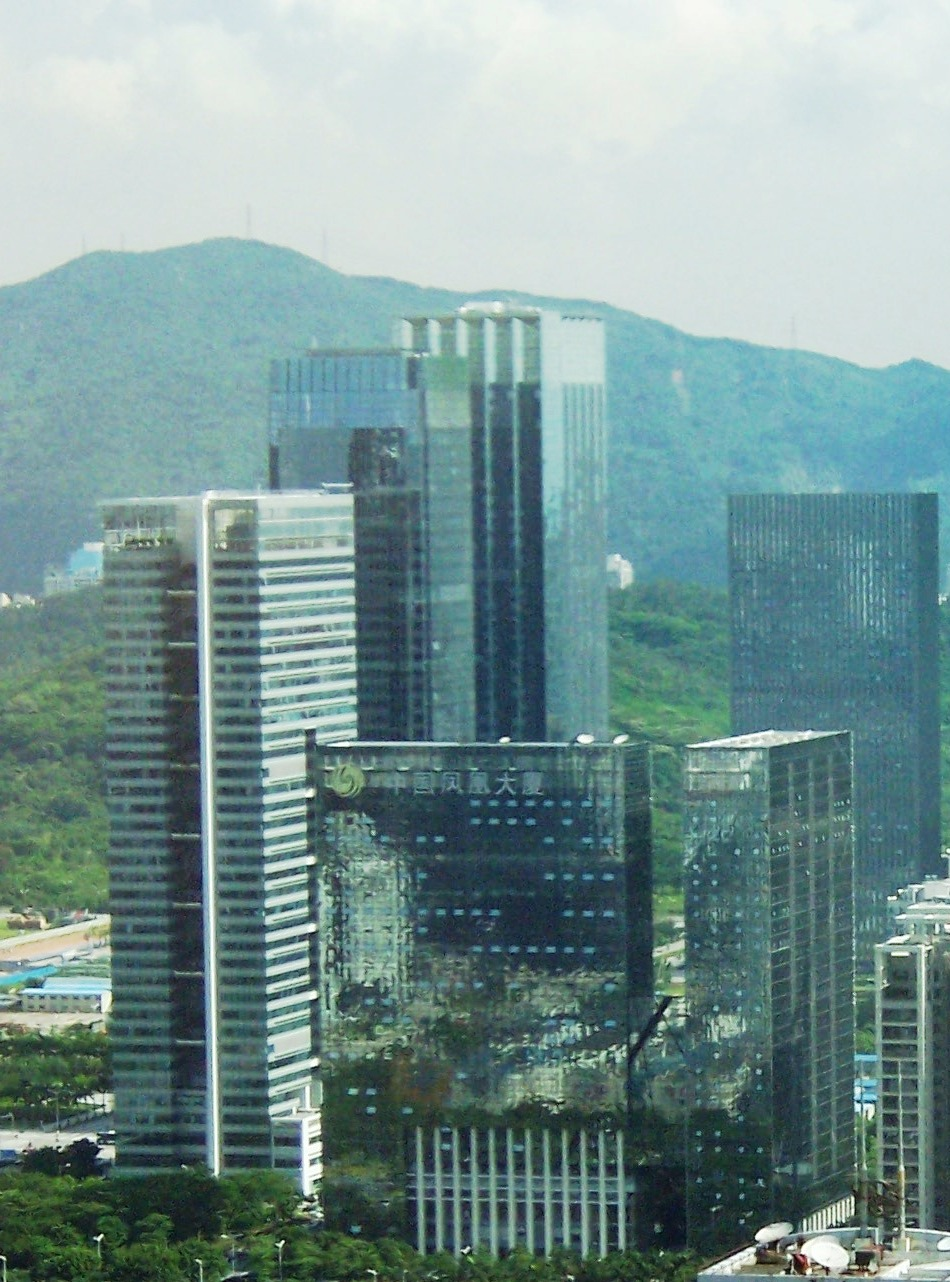
Das China Phoenix Building ist der Hauptsitz von Phoenix Television in Shenzhen.

Was schließlich zu Phoenix Television wurde, begann als Joint Venture zwischen STAR TV in Hongkong, einem weiteren, chinesischen Privatunternehmen und China Central Television.
Phoenix Chinese Channel wurde am 31. März 1996 gestartet. Er ersetzte den Star Chinese Channel in Hongkong und auf dem chinesischen Festland; Star Chinese Channel blieb für die Zuschauer in Taiwan und einigen Teilen des chinesischen Festlandes verfügbar.
Phoenix Chinese Channel, Phoenix Movies Channel und Phoenix InfoNews Channel werden über Kabel in Hongkong und über Satellit nach Hongkong, Macau, Taiwan, Festlandchina und in andere Regionen weltweit ausgestrahlt.
Der Phoenix InfoNews Channel wurde am 1. Januar 2001 gegründet. Es war der erste chinesischsprachige Kanal, der Nachrichten aus den Regionen von Großchina, einschließlich Festlandchina, Taiwan und Hongkong, berichtete.  Es bietet rund um die Uhr Finanznachrichten, Börseninformationen und globale Schlagzeilen, unterstützt durch Expertenkommentare und Analysen.
Im Januar 2003 erteilte die chinesische Staatsverwaltung für Radio, Film und Fernsehen (SARFT) dem Phoenix InfoNews Channel Landerechte.
Der Phoenix CNE-Kanal sendet in Europa, während der Phoenix North America Chinese Channel in Amerika ausstrahlt.  Im Jahr 2005 wurde Tai Wang Mak, ein in Kalifornien ansässiger Rundfunk- und Technikdirektor des Senders, verhaftet. Er hatte sich mit seinem Bruder Chi Mak verschworen, um als Geheimdienstagent für China zu fungieren. 2008 wurde eine 10-jährige Haftstrafe verkündet.
Am 28. März 2011 startete Phoenix Television den Phoenix Hong Kong Channel, der ausschließlich auf Kantonesisch sendet.
Am 31. März 2011 wurde Phoenix InfoNews Channel als Gewinner des Peabody Award für seinen „Bericht über eine neue Generation von Wanderarbeitern in China“ bekannt gegeben.
Im Jahr 2011 ging Phoenix New Media eine Partnerschaft mit der BBC ein, um das Programm des britischen Senders auf den digitalen Medienplattformen von Phoenix anzubieten.  Darauf folgte 2012 eine ähnliche Partnerschaft mit dem National Film Board of Canada, im Rahmen derer 130 NFB-Animationskurz- und Dokumentarfilme digital in China angeboten werden sollten.
Im Oktober 2013 wurden die von 21st Century Fox (über Star) gehaltenen 12,15 % der Anteile an Phoenix Television für 1,66 Mrd. HKD (entspricht ca. 213 Mio. USD) an TPG Capital verkauft. Dies und der Verkauf von Star China Media im Jahr 2014 markierten den Ausstieg von 21st Century Fox aus dem Mandarin-Unterhaltungsfernsehmarkt auf dem chinesischen Festland.
Im Februar 2016 sendete Phoenix Television erzwungene Geständnisse von entführten Buchhändlern aus Hongkong.
Im April 2020 kündigte Senator Ted Cruz an, dass er Gesetze einführen werde, um der Federal Communications Commission (FCC) vorzuschreiben, die Sendelizenz eines mit Phoenix Television verbundenen Radiosenders, XEWW-AM, zu widerrufen, in dem er behauptete, Funktürme verwendet zu haben. Mexiko will US-Verbote gegen die Verbreitung ausländischer Propaganda umgehen. Im Juni 2020 befahl die FCC XEWW-AM, die Ausstrahlung einzustellen.
Am 1. Juli 2020 wurde die Übertragung von Phoenix Chinese Channel mit Phoenix InfoNews Channel in Malaysia auf Astro eingestellt, aber am 9. Juli 2020 wieder ausgestrahlt.

## Kanäle
Phoenix TV betreibt die folgenden Kanäle:
1. Phoenix Chinese Channel, gestartet:
- März 1996 in China
- August 1999 in Australien
- September 2009 in Japan

2. Phoenix Movies Channel, gestartet im August 1998. Es ist jetzt ein verschlüsselter Pay-TV-Dienst in China und weltweit.
3. Phoenix InfoNews Channel, gestartet im Januar 2001, ein 24-Stunden-Nachrichtensender.
4. Phoenix North America Chinese Channel, gestartet im Januar 2001, sendet jetzt sowohl auf Dish Network- als auch auf DirecTV-Satellitensystemen und teilt das Programm mit „Phoenix Chinese News and Entertainment Channel“ (Phoenix CNE Channel).
5. Der chinesische Nachrichten- und Unterhaltungskanal Phoenix (auch als Phoenix CNE Channel bekannt) wurde im August 1999 gestartet und ist heute ein 24-Stunden-Kanal mit Sitz in London, der über den Satelliten Eurobird 1 in ganz Europa ausgestrahlt wird.
6. Phoenix Hong Kong Channel, gestartet am 28. März 2011, ein kantonesischer Kanal.

## Programme
Phoenix bietet eine Mischung aus Programmen, die von politischen und wirtschaftlichen Nachrichten und aktuellen Ereignissen über Talkshows, Film- und Musikkritiken bis hin zu Filmen und Miniserien chinesischer und ausländischer Herkunft reichen.
Seit dem 1. September 2001 hat Phoenix Television eine Reihe von Fernsehprogrammen der Vereinten Nationen ausgestrahlt, darunter 57 Folgen von „UN in Action“, 39 Folgen von „World Chronicle“ und mehrere preisgekrönte Dokumentarfilme.  Phoenix arbeitet mit den Vereinten Nationen zusammen, um weitere Programme zu erstellen.
Ein kostenpflichtiger Phoenix-Dienst verwendet WAP, welcher Nachrichten via Mobiltechnologie (SMS und MMS) sendet.

## Unternehmensführung

### Eigentum
Zum Start von Star TV besaßen ein Privatunternehmen aus China und Star TV selbst jeweils 45 % des Unternehmens, und der staatliche Sender CCTV besaß die restlichen 10 %. Die über Star TV gehaltenen Anteile der ursprünglichen News Corporation (und später von 21st Century Fox) an Phoenix Television wurden im Laufe der Jahre schrittweise reduziert. Schließlich verkaufte 21st Century Fox im Oktober 2013 seine Anteile an TPG Capital. Laut dem Jahresbericht 2018 des Unternehmens befindet sich das Unternehmen im Besitz der folgenden Unternehmen:
| Unternehmen                      | Aktienanteile | in %    | Information |
| -------------------------------- | ------------- | ------- | --- |
| Today’s Asia Limited             | 1,854,000,000 | 37,13 % | Ein Unternehmen im kompletten Eigentum von Liu Changle. |
| Extra Step Investments Limited   | 983,000,000   | 19,69 % | Ein Unternehmen im Besitz von China Mobile Hong Kong, welchey Teil des staatlichen Unternehmens China Mobile ist. |
| TPG China Media, L.P.            | 607,000,000   | 12,16 % | Teil von TPG Capital und wirtschaftlich kontrolliert von David Bonderman und James Coulter. |
| China Wise International Limited | 412,000,000   | 8,25 %  | China Wise ist im Besitz der Bank of China, die wiederum im Besitz von Central Huijin Investment ist, einer Tochtergesellschaft des Staatsfonds der China Investment Corporation, der dem Staatsrat der Volksrepublik China gehört. |

April 2021 verkaufte Liu die meisten seiner Anteile an den staatlichen Verlag Bauhinia Culture und Shun Tak Holdings.

### Management
Liu Changle (劉長樂) war nach der Kulturrevolution Journalist und wurde in den 1990er Jahren zu einem der reichsten Männer Chinas, da er gute Verbindungen nach Peking unterhält.
Shuang Liu (刘爽) wurde am 17. Februar 2014 COO von Phoenix TV. Er ist weiterhin CEO von Phoenix New Media Ltd. (NYSE: FENG), einem neuen Medienunternehmen in China.
Der ehemalige Direktor von Phoenix TV News Chung Pong sagte unter Eid aus, dass das Programm von Phoenix TV News „dem Diktat der Führung der zentralen kommunistischen Propagandaabteilung, des zentralen kommunistischen Übersee-Propagandabüros und des Außenministeriums unterliegt.“